# كأس ديفيز 2016
كأس ديفيز 2016 (بالإنجليزية: 2016 Davis Cup)‏ هو موسم من كأس ديفيز. أقيم خلال الفترة 4 مارس 2016 وحتى 27 نوفمبر 2016، وفاز فيه منتخب الأرجنتين لكأس ديفيز.